# Comarca de Ulloa
La Comarca de Ulloa[cita requerida] (en gallego y oficialmente, A Ulloa) es una comarca central de Lugo (Galicia). Pertenecen a la misma los siguientes municipios: 
- Antas de Ulla
- Monterroso
- Palas de Rey